# Etamín
Etamín (z franc.: etamine = síto) je obchodní název pro průsvitné, síťovité tkaniny v perlinkové nebo plátnové vazbě. Často se používá kombinace obou druhů, které se také říká etamínová vazba. 

## Výroba
Ve tkanině se vytváří čtvercovité nebo podlouhlé obrazce s pravidelnými otvory. Při tkaní se provazuje jen každá cca 5.-6. osnovní a útková nit, neprovázané niti se stahují dohromady a vedle každého proužku nití se tvoří pevně ohraničené mezery.  

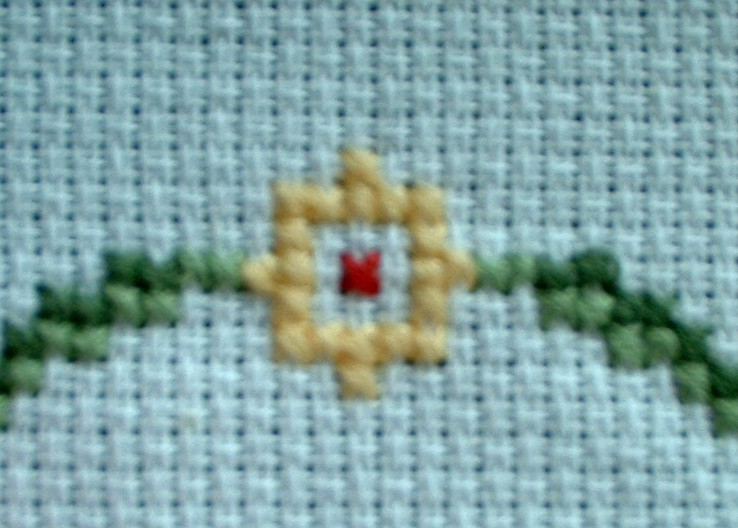
Etamín (bělená bavlna) s výšivkou

## Materiál a použití etamínových tkanin
- Halenky, šatovky: bavlna, polyester, viskóza, přírodní a buretové hedvábí[3]
- Záclonovina: bavlna, polyester, len [4]
- Ubrusy, závěsy, šály: bavlna, polyester, viskóza, vlna [5]
- Podkladové tkaniny na vyšívání: bavlna, viskóza (viz snímek vpravo)

Poznámka: Etamín je také název hvězdy Gama Draconis.